# Dipsas brevifacies
Dipsas brevifacies este o specie de șerpi din genul Dipsas, familia Colubridae, descrisă de Cope 1866. A fost clasificată de IUCN ca specie cu risc scăzut. Conform Catalogue of Life specia Dipsas brevifacies nu are subspecii cunoscute.